# Большая Вруда
Больша́я Вру́да (фин. Vruuda) — деревня в Волосовском районе Ленинградской области. Административный центр Большеврудского сельского поселения.

## Название
Название происходит от древнерусского слова «врутец» — «родник».

## История
В окрестностях деревни был выявлен курганный могильник, датируемый XII—XIV веками.
Впервые упоминается в Писцовой книге Водской пятины 1500 года как село Вруда в Богородицком Врудском погосте.
На карте Ингерманландии А. И. Бергенгейма, составленной по шведским материалам 1676 года, упоминается как село Wruda.
На шведской «Генеральной карте провинции Ингерманландии» 1704 года — как мыза Wruda hof.
Деревня Вруда обозначена на «Географическом чертеже Ижорской земли» Адриана Шонбека 1705 года.
Затем мыза Вруда упоминается на карте Санкт-Петербургской губернии Я. Ф. Шмидта 1770 года.

ВРУДА — мыза принадлежит супруге генерал-адъютанта Адлерберга, число жителей по ревизии: 10 м. п., 10 ж. п.

ВРУДА — село принадлежит супруге генерал-адъютанта Адлерберга, число жителей по ревизии: 92 м. п., 123 ж. п.

В оном:

а) Церковь каменная во имя Успения Богородицы.

б) Винокуренный завод.

в) Торговое заведение. (1838 год)

В 1844 году село Вруда насчитывало 30 дворов.
На этнографической карте Санкт-Петербургской губернии П. И. Кёппена 1849 года она обозначена как деревня «Wruda», расположенная в ареале расселения савакотов. В пояснительном тексте к этнографической карте она записана как деревня Wruda (Село Вруда) и указано количество её жителей на 1848 год: савакотов — 8 м. п., 9 ж. п., всего 17 человек, русских — 159 человек.

ВРУДА — село супруги генерала от инфантерии Адлерберга, 10 вёрст по почтовой, а остальные по просёлочной дороге, число дворов — 39, число душ — 83 м. п. (1856 год)

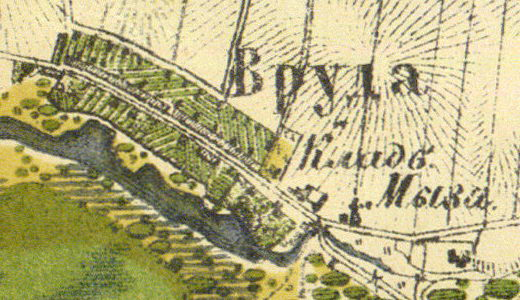
Село Вруда на карте 1860 года

ВРУДА — мыза владельческая при реке Вруде, по Рожественскому тракту из с. Рожествена от Ямбурга в 37 верстах, число дворов — 3, число жителей: 9 м. п., 10 ж. п.; 
 Винокуренный завод.

ВРУДА — село владельческое там же, число дворов — 35, число жителей: 129 м. п., 139 ж. п.; 
 Церковь православная. Часовня. Волостное правление. (1862 год)

Согласно данным 1867 года в селе находилось волостное правление Врудской волости, волостным старшиной был временнообязанный крестьянин деревни Ухора Пётр Васильевич.
В состав Врудской волости входили сёла «Вруды, Красницы, Ославье» и деревни «Веденская, Вруда Малая, Горицы, Домашковицы, Летошицы, Лятцы, Молосковицы, Овницово, Пежевицы, Покровское, Полобицы, Поспеловая Горка, Рабитицы, Рогатино, Русковицы, Смердовицы, Сяглицы, Терпилицы, Ухоры, Ямки».
Сборник Центрального статистического комитета описывал село так:

ВРУДА-БОЛЬШАЯ — село бывшее владельческое при реке Вруде, дворов — 40, жителей — 161;
 Волостное правление (уездный город в 38 верстах), церковь православная, часовня, школа, лавка, постоялый двор, ярмарка 15 августа. В 17 верстах — лесопильный завод. В 37 верстах — станция ж. д. — Вруда. (1885 год)

Согласно материалам по статистике народного хозяйства Ямбургского уезда 1887 года мыза Вруда площадью 3686 десятин принадлежала барону В. А. Тизенгаузену, мыза была приобретена в 1887 году за 85 000 рублей.
В 1900 году, согласно «Памятной книжке Санкт-Петербургской губернии», мыза Вруда площадью 3165 десятин принадлежала барону Евгению Ивановичу Жирару-де-Сукантону, кроме того, участок земли площадью 895 десятин принадлежал крестьянину Василию Фёдоровичу Фёдорову.
В конце XIX — начале XX века Вруда административно относилась к Врудской волости 1-го стана Ямбургского уезда Санкт-Петербургской губернии. Население деревни было смешанным — русско-финским.
В 1905 году в селе открылась земская школа. Учителем в ней работал П. Демидов. По данным «Памятной книжки Санкт-Петербургской губернии» за тот же год, мызой Вруда площадью 3165 десятин, владел барон Евгений Иванович Жирард де Сукантон. Пахотной земли было 400 десятин и 150 голов скота.
С 1917 по 1927 год село Большая Вруда входило в состав Больше-Врудского сельсовета Врудской волости Кингисеппского уезда.
Согласно данным переписи населения СССР 1926 года в селе проживали 243 человека, большинство русские, а также эстонцы, финны и поляки.
С августа 1927 года в составе Молосковицкого района.
С 1928 года в составе Врудского сельсовета.

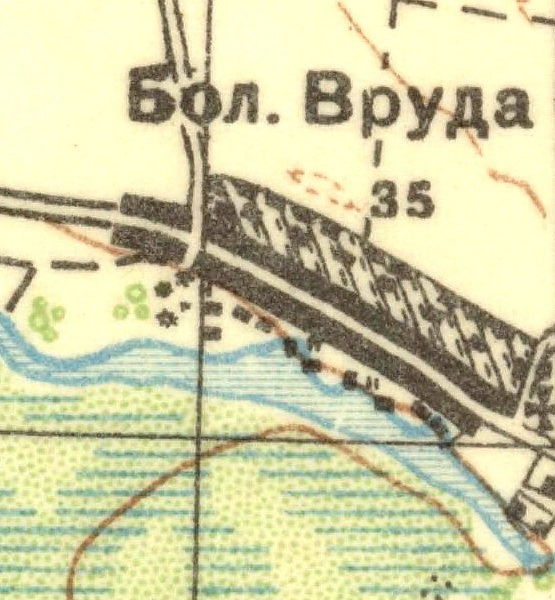
План деревни Большая Вруда. 1930 год

Согласно топографической карте 1930 года Большая Вруда насчитывала 35 дворов, в деревне была церковь.
С 1931 года в составе Волосовского района.
По данным 1933 года административным центром Врудского сельсовета Волосовского района, в который входили 5 населённых пунктов: деревни Коноковицы, Сяглицы, Тресковицы и посёлок Вруды, общей численностью населения 1179 человек, являлся посёлок Вруды.
По данным 1936 года в состав Врудского сельсовета с административным центром в селе Вруды, входили 7 населённых пунктов, 289 хозяйств и 3 колхоза.
C 1 августа 1941 года по 31 января 1944 года село находилось в оккупации.
С 1963 года в составе Кингисеппского района.
С 1965 года вновь в составе Волосовского района. В 1965 году население села Большая Вруда составляло 454 человека.
По данным 1966, 1973 и 1990 годов деревня Большая Вруда входила в состав Врудского сельсовета с центром в посёлке Вруда.
В 1997 году в деревне Большая Вруда проживал 2201 человек, в 2002 году — 2114 человек (русские — 88 %), в 2007 году — 2152.

## География
Деревня расположена в центральной части района на автодороге 41А-002 (Гатчина — Ополье) в месте примыкания к ней автодорог 41К-045 (Большая Вруда — Овинцево) и 41К-046 (Большая Вруда — Сырковицы).
Расстояние до ближайшей железнодорожной станции Вруда — 2,5 км.
Деревня находится на правом берегу реки Вруды (приток Луги), которая у деревни разливается в искусственное озеро Смердовицкое.

## Демография
| 1862 | 2002  | 2007  | 2010  | 2017  |
| ---- | ----- | ----- | ----- | ----- |
| 287  | ↗2114 | ↗2152 | ↗2282 | ↗2468 |

### Национальный состав
Согласно данным Всероссийской переписи населения 2021 года в деревне проживали 2380 человек, из них:
 русские — 2183,  армяне — 51, чеченцы — 22, аварцы — 21, украинцы — 14, таджики — 16, азербайджанцы — 8, узбеки — 8, белорусы — 6, молдаване — 4, эстонцы — 4, грузины — 2, корейцы — 2, немцы — 2, езиды — 1, коми-пермяки — 1, лезгины — 1, другие национальности — 11 человек, остальные национальность не указали.

## Предприятия и организации
- Общеобразовательная и музыкальная школы
- Детский сад
- Дом культуры
- Библиотека
- Отделение Почты России
- Отделение Сбербанка
- Амбулатория
- Хоспис
- Продовольственные и промтоварные магазины
- Центральная усадьба АОЗТ «Сяглицы»

## Спортивные соревнования
В школе деревни проходит ежегодный районный турнир по баскетболу имени уроженца деревни Д. Мардиловича, погибшего в Чечне в 2000 году и награждённого орденом Мужества.

## Достопримечательности
- Церковь Успения Пресвятой Богородицы (действующая, архитекторы О. Бремер, К. Брандт)
- Близ деревни находится курганно-жальничный могильник XI—XIV веков[40].
- Культовый камень с изображением ступни на окраине курганного могильника[41]
- На кладбище деревни расположена братская могила советских воинов, погибших в борьбе с немецко-фашистскими захватчиками[42]

## Фото

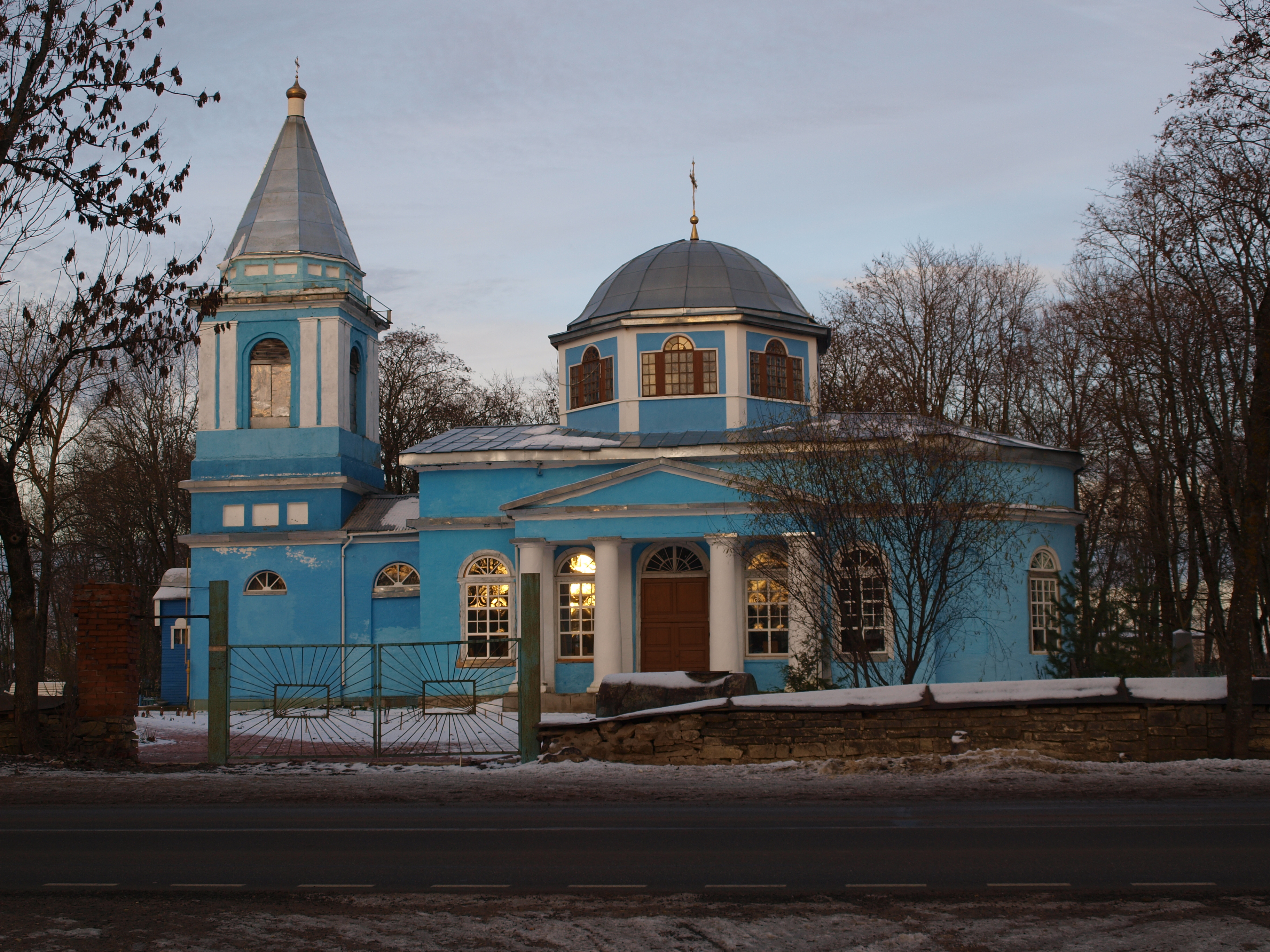
Церковь Успения Пресвятой Богородицы. 2012 год

## Улицы
Речная, Солнечная, Спортивная.